# Orhan Gencebay
Orhan Gencebay (Samsun, 4 augustus 1944) is een Turkse zanger, liedjesschrijver, dichter, muzikant, regisseur en muziekproducer. Hij is een van de grootste muzikanten in Turkije. Zijn vroegere achternaam was Kencebay, maar in 1968 veranderde hij die in Gencebay.

## Zijn leven
Gencebay kreeg vanaf zijn zesde vioolles van de leraar klassieke muziek Emin Tarakçı. Op zijn zevende nam hij les om ook de bağlama te kunnen bespelen. Op zijn tiende schreef hij zijn eerste lied, "Kara kaşlı esmerdi kim bilir kimi severdi".
Op zijn dertiende volgde Gencebay les in Turkse muziek (Turk sanat muziĝi) en leerde hij de tambura bespelen. Op zijn veertiende schreef hij het lied "Ruhumda titreyen sonsuz bir alevsin" (je bent een oneindige vlam die bijft trillen in mijn ziel).
Vanaf zijn zestiende ontwikkelde hij belangstelling voor jazz en rock. Hij begon in westers getinte orkesten saxofoon te spelen. Op zijn twintigste nam hij deel aan de toelatingsexamens voor de TRT-radio in Ankara en in Istanboel.
In 1966 nam hij deel aan de nationale bağlama-wedstrijd.
Gencebay speelde samen met Arif Sağ bağlama voor onder anderen Muzaffer Akgün, Yıldız Tezcan, Ahmet Sezgin, Şükran Ay, Sabahat Akkiraz en Nuri Sesigüzel. Ondertussen regisseerde hij ook verschillende Turkse films.
In 1968 maakte hij zijn eerste plaat, in 1972 richtte hij Kervan Plak op, de eerste bekende platenmaatschappij van Turkije.
Gencebay heeft in tientallen films gespeeld. Daarnaast heeft hij meer dan duizend liedjes geschreven, waarvan hij er ongeveer vierhonderd ook zelf gezongen heeft. De muziek die hij maakt, wordt meestal als arabesk beschouwd, maar zelf is hij een andere mening toegedaan.

## Privéleven
Nadat hij van de soliste Azize Gencebay gescheiden was, trouwde hij met Sevim Emre. Zijn zoon Altan Gencebay is tegenwoordig de directeur van zijn platenmaatschappij Kervan Plak.